# Klaun (serial telewizyjny)
Klaun (Der Clown) – niemiecki serial sensacyjny.
Serial powstawał w latach 1998–2001, jednak jego początki sięgają 1996 roku, w którym pojawił się 90-minutowy film pilotujący. Serial opowiada o losach Maxa Zandera, który po śmierci bliskich staje się mścicielem i rozpoczyna walkę z przestępcami w masce Klauna. W Polsce "Klauna" emitowała stacja RTL 7.

## Kontynuacje
Po zakończeniu serii i wyemitowaniu ostatniego odcinka w 2001 roku, po czterech latach przerwy powstał film kinowy "Klaun - Nadeszła godzina zemsty", w którym główny bohater pragnie wymierzyć sprawiedliwość Zorbekowi, zabójcy jego przyjaciółki Claudii w ostatnim odcinku serialu.

## Aktorzy
- Sven Martinek - jako Max Zander,
- Diana Frank - jako Claudia Dilh,
- Thomas Anzenhofer - jako Dobbs